# 東京美術学院
東京美術学院（とうきょうびじゅつがくいん）は、絵画やグラフィックデザイン系の学校。昼間部と夜間部がある。

## 開講科目
(2年制)
- グラフィックデザイン科
- 建築デザイン科

(1年制)
- 絵画科
- グラフィックス科
- コンピュータグラフィックス科
- 広告デザイン科
- 商業デザイン科
- 編集デザイン科
- イラストデザイン科
- ビジュアルデザイン科
- コミックアート科
- 広告企画ビジネス科
- 建築設計科
- 住宅デザイン科
- インテリアデザイン科
- 建築製図科
- 店舗デザイン科
- インテリアコーディネータ科
- ユニバーサルデザイン科
- リビングアート科
- 建築CAD科

夜間部
(2年制)
- グラフィックデザイン科
- コンピュータグラフィックス科
- 広告デザイン科
- 商業デザイン科
- 広告企画ビジネス科
- 建築設計科
- 住宅デザイン科
- インテリアデザイン科
- 建築製図科
- 店舗デザイン科
- インテリアコーディネータ科
- 建築CAD科